# Johan Adlercrantz
Johan Adlercrantz, tidigare Schuman, född 10 april 1651, död 18 december 1693 i Stockholm, var en svensk ämbetsman.

## Biografi

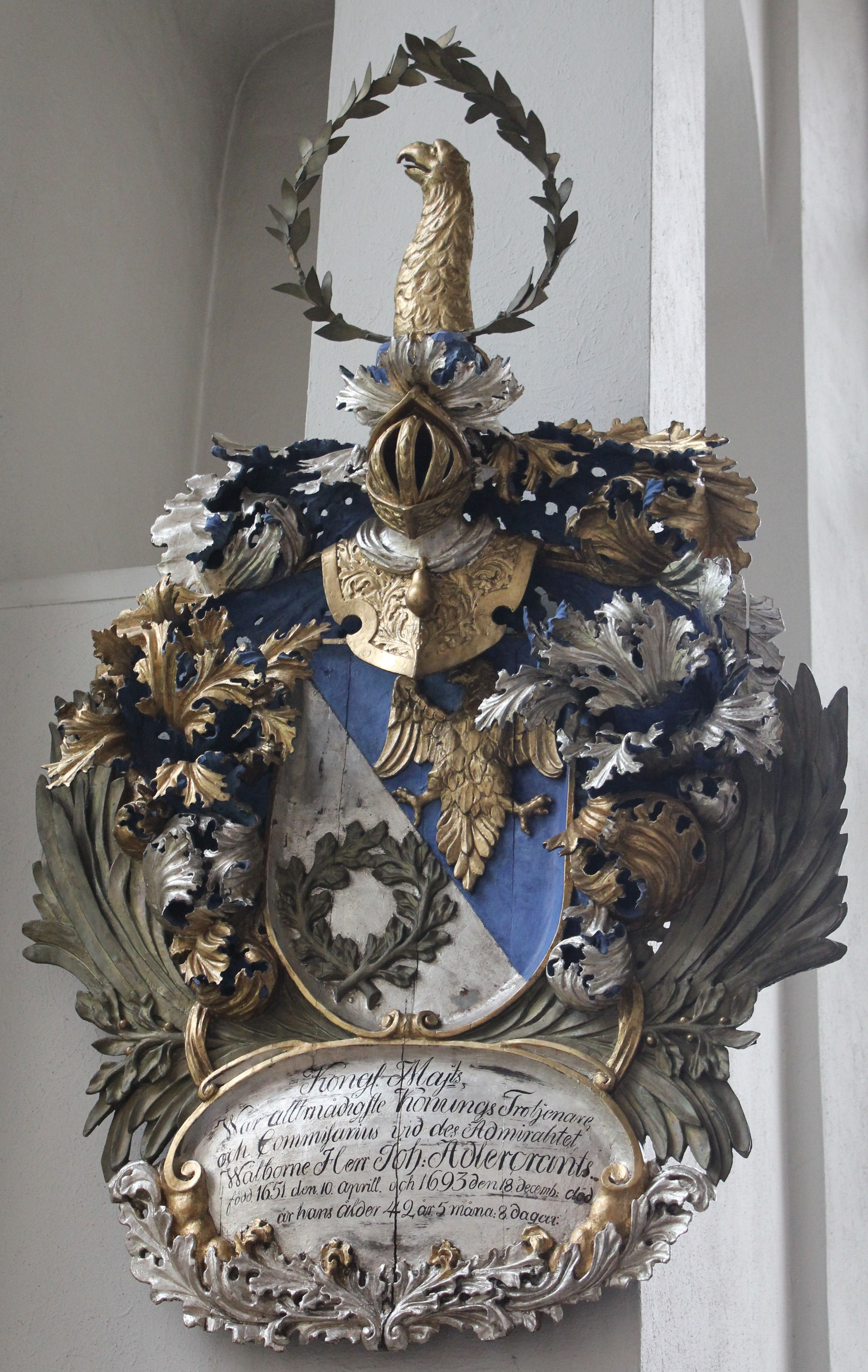
Begravningsvapen över Johan Adlercrantz i Kungsholms kyrka.

Johan Adlercrantz föddes 1651. Han var son till Peder Andersson och Anna Magareta Schuman. Adlercrantz blev 6 februari 1668 student vid Uppsala universitet och blev 1670 skrivare vid Amiralitetet. Han var från 21 februari 1676 till 1680 proviantmästare vid flottan i Göteborg och blev 15 maj 1688 amitalitetskommissarie. Adlercrantz adlades 10 maj 1689 till Adlercrantz och blev 26 oktober 1689 inspektor över Skeppsbyggeriet i Göteborg. Ätten introducerades 1693 i Sveriges Riddarhus som nummer 1693. Adlercrantz avled 1693 i Stockholm och begravdes i Kungsholms kyrka, där hans vapen sattes upp.

### Familj
Adlercrantz gifte sig första gången 1671 med Sigrid Jakobsdotter. De fick tillsammans barnen amiralitetspredikanten Johan Adlercrantz (död 1705) i Karlskrona och kaptenen Jakob Adlercrantz.
Han gifte sig andra gången 14 februari 1682 i Stockholm med Helena Vult (1664–1700), dotter till körsnären och hovpeltineraren Elias Vult och Juliana von Kothen. De fick tillsammans barnen Juliana Adlercrantz (1682–1758), fänriken Elias Adlercrantz (1683–1709) vid Östgöta infanteriregemente, Anna Margareta Adlercrantz (1685–1685) och Gustaf Adolf Adlercrantz (1686–1698). Efter Adlercrantz död gifte Helena Vult om sig med advokaten Lars Fincke i Stockholm.

### referenser
1. 1 2 3  Elgenstierna Gustaf, red (1925). Den introducerade svenska adelns ättartavlor 1 Abrahamsson-Celsing. Stockholm: Norstedt. sid. 32. Libris 10076137. https://runeberg.org/elgenst/1/0054.html